# Andrea Deflorio
Andrea Deflorio (Noicattaro, 5 giugno 1970) è un ex calciatore italiano, di ruolo attaccante.
Detiene il record di reti segnate (28) nel campionato di Serie C1 con la società del Crotone nel 1999/00.

## Caratteristiche tecniche
Dotato di grande abilità nel dribbling – caratteristica che gli è valsa il soprannome di Cobra – è stato un attaccante la cui collocazione preferita era quella di trequartista.

## Carriera

### Giocatore
Inizia a giocare a calcio da bambino e fa la trafila nelle giovanili del Bari fino alla Primavera. A 17 anni, sfumata la possibilità di esordire in prima squadra e dopo essere stato scartato ad alcuni provini, decide di interrompere la carriera.
Nell'estate del 1990, invogliato dai genitori e dal suo ex professore di educazione fisica, ci ripensa e si accorda con il Putignano, in Serie D, dove rimane per una sola stagione, riuscendo comunque a mettere in mostra le sue qualità tecniche. Viene quindi ingaggiato dal Barletta, e dall'Interregionale si ritrova a giocare in serie C1, dove disputa tre campionati, di cui due da titolare, segnando 14 gol in 79 incontri.
Nel 1994 firma ufficialmente con la Salernitana, fortemente voluto da Delio Rossi, in Serie B, che però lo schiera in campo solo 6 volte nel corso dell'intero campionato. Viene così girato in prestito alla Massese, in Serie C1, dove disputa 20 gare di campionato e segna 3 reti. 
L'anno successivo ritorna in Puglia, e firma con il Bisceglie, in Serie C2, dove mette a referto 6 gol in 34 partite, in una stagione difficile in cui la squadra ottiene la salvezza all'ultima giornata. 
Dopo una breve parentesi napoletana nel Savoia, con 11 presenze e nessuna rete, nell'autunno 1996 passa alla Battipagliese, dove resta per tre stagioni, mettendo a segno 10 gol in 64 gare e contribuendo alla promozione della squadra in Serie C1.
Nella sessione estiva del calciomercato 1999 approda al Crotone, che in quella stagione conquisterà la promozione in Serie B, grazie anche ai suoi 28 gol in 31 gare partite, record ancora oggi imbattuto di reti realizzate in una sola stagione in Serie C1. Recita un ruolo da protagonista anche in Serie B, segnando 26 gol in 72 gare. In quelle due stagioni il presidente Vrenna rifiuterà le offerte ricevute da Brescia e Chievo Verona per assicurarsi le sue prestazioni in Serie A.
Nell'estate del 2002 viene ceduto a titolo definitivo alla Lucchese, dove però incide poco, segnando solo 3 gol in 22 gare di campionato. A fine stagione annuncia la propria volontà di lasciare il calcio, che tuttavia riconsidera prima della chiusura del calciomercato. Viene così spedito in Serie C1, prima al Teramo dove realizza 11 gol in 31 gare, e poi alla Reggiana con cui sigla 7 reti in 32 gare, raggiungendo la finale playoff, prima del fallimento del club.
Nell'estate del 2005, si trasferisce quindi a Taranto, in serie C2, dove centra subito la promozione in Serie C1, per poi sfiorare l'obbiettivo della Serie B, che sfuma nel corso dei playoff contro l'Avellino. Complessivamente a Taranto, dove indossa la fascia da capitano, mette a segno 24 reti in due stagioni.
Nel 2007, svincolato, si accasa a Monopoli, per poi spostarsi, nel corso della stessa stagione, a Potenza. Nel 2008 firma con il Noicattaro, squadra del suo paese, militante in Lega Pro Prima Divisione, ma dopo appena quattro giornate annuncia il suo ritiro dal calcio giocato.
Svariati anni dopo, a gennaio del 2015, ritorna a giocare a calcio con il Marconia, in Eccellenza. A fine stagione decide di appendere definitivamente le scarpine al chiodo.

### Allenatore
Nel 2010, ottenuto il patentino da allenatore, affianca il fratello Gaetano Deflorio nello staff di Aldo Papagni, in qualità di responsabile della Beretti dell'Andria. Incarico che mantiene fino all'estate del 2012.
Nel 2015 viene chiamato a fare parte dello staff di Davide Dionigi come collaboratore tecnico del Matera, in Lega Pro. 
Dal 2016 al 2021 ha gestito una scuola calcio nella sua Noicattaro, e curato la crescita dei giovani atleti dai Primi calci fino alla categoria Allievi.

## Statistiche

### Presenze e reti nel Crotone
| Stagione       | Squadra        | Campionato     | Campionato | Campionato | Coppe nazionali | Coppe nazionali | Coppe nazionali | Coppe continentali | Coppe continentali | Coppe continentali | Altre coppe | Altre coppe | Altre coppe | Totale | Totale |
| Stagione       | Squadra        | Comp           | Pres       | Reti       | Comp            | Pres            | Reti            | Comp               | Pres               | Reti               | Comp        | Pres        | Reti        | Pres   | Reti   |
| -------------- | -------------- | -------------- | ---------- | ---------- | --------------- | --------------- | --------------- | ------------------ | ------------------ | ------------------ | ----------- | ----------- | ----------- | ------ | ------ |
| 1999-2000      | Crotone        | C1             | 31         | 28         | CI-C            | ?               | ?               | -                  | -                  | -                  | SSC         | 2           | 0           | 33+    | 28+    |
| 2000-2001      | Crotone        | B              | 37         | 16         | CI              | 3               | 0               | -                  | -                  | -                  | -           | -           | -           | 40     | 16     |
| 2001-2002      | Crotone        | B              | 35         | 10         | CI              | 1               | 0               | -                  | -                  | -                  | -           | -           | -           | 36     | 10     |
| Totale Crotone | Totale Crotone | Totale Crotone | 103        | 54         |                 | 4+              | 0+              |                    | -                  | -                  |             | 2           | 0           | 109+   | 54+    |

## Palmarès

### Club
- Serie C1: 1

Crotone: 1999-2000
- Serie C2: 1

Battipagliese: 1996-1997

### Individuale
- Capocannoniere della Serie C1:

1999-2000 (28 gol Crotone)